# Клоуи
„Клоуи“ (на английски: Chloe) е френско-американски филм от 2009 година, еротичен трилър на режисьора Атом Егоян по сценарий на Ерин Кресида Уилсън, римейк на филма „Натали“ („Nathalie...“, 2003) на Ан Фонтен.
В центъра на сюжета е жена на средна възраст, която се опитва да докаже невярността на съпруга си като наема скъпа проститутка, но е постепенно въвлечена в сложни отношения с нея. Главните роли се изпълняват от Джулиан Мур, Аманда Сайфред, Лиъм Нийсън, Макс Тириът.